# پیروزماد
پیروزماد (پارسی میانه: Pērōzmat) یکی از نجیب‌زادگان سده سوم میلادی در زمان حکومت اردشیر بابکان از خاندان کارن و نیای خاندان کامساراکان بود. به گفتهٔ موسی خورنی او تنها فرد از خاندان کارن بود که از کشتار اردشیر جان سالم به در برد. پیروزماد پسری به نام کامسار داشت.